# Poslovni načrt
Poslovni načrt je dokument, s katerim se preveri potencial in raven tveganja poslovne ideje. Pogosto je prvi korak v smeri realizacije poslovne ideje. S pripravo poslovnega načrta si povečamo možnosti za uspeh. 

## Nameni priprave poslovnega načrta
Nameni priprave poslovnega načrta se najpogosteje nanašajo na: 
- lansiranje novega produkta, storitve ali projekta,
- širitev geografskega portfelja,
- poslovno prestrukturiranje družbe,
- zbiranje virov financiranja.

## Ciljne skupine
Obseg, vsebina in struktura poslovnega načrta zavisi od namena priprave poslovnega načrta. Namen kot tak posredno sporoča tudi ciljno skupino poslovnega načrta, ki se lahko nanaša na interesne skupine znotraj organizacije (pogosto: višji in srednji management) in interesne skupine zunaj organizacije (pogosto: potencialni vlagatelji, posojilodajalci).
Obseg in strokovnost sta tako primarno odvisna od tega komu je poslovni načrt namenjen.

## Sestavine dobro pripravljenega poslovnega načrta
Poslovni načrt naj naslovi vsaj spodnje sklope: 
- Povzetek
- Analiza okolja

- Makroekonomska analiza
- Analiza industrije
- Tržna raziskava

- Stranke in segmentacija
- Velikost trga, tržni deleži in trendi
- Analiza konkurence
- Organizacija

- Izdelki in storitve
- Vstopna strategija in strategija rasti
- Ekonomika poslovanja

- Prihodki, stroški in točka preloma
- Denarni tok
- Zagotavljanje proizvoda/storitve

- Proces
- Zahteve
- Raziskave in razvoj
- Kadri
- Časovnica
- Ključna tveganja in problemi
- Finančni podatki

- Finančne projekcije
- Scenariji poslovanja
- Potrebe po financiranju

## Predstavitev
Predstavitev poslovne ideje zavisi od konteksta. Običajno gre za:
- kratko in jedrnato predstavitev povzetka poslovnega načrta oz. t. i. elevator pitch,
- krajšo predstavitev poslovnega načrta, ki bi pri ciljnih interesnih skupinah vzbudila zanimanje,
- strukturiran poslovni načrt, namenjen zunanjim ciljnim interesnim skupinam,
- strukturiran poslovni načrt, namenjen notranjim ciljnim interesnim skupinam (dodatno vsebuje še operativni plan).